# 拉贾·哈吉·斐萨比里拉国际机场
拉贾·哈吉·斐萨比里拉国际机场（印尼语：Bandar Udara Internasional Raja Haji Fisabilillah）原名基江机场（Bandar Udara Kijang，意为麂），是印度尼西亚廖内群岛省民丹岛丹戎槟榔的一座机场，也是廖内群岛内继巴淡岛韩那丁国际机场之后的第二大机场。

## 历史
机场以印度尼西亚民族英雄拉贾·哈吉·斐萨比里拉为名。基江机场最初由印度尼西亚交通部管理，2000年移交印尼第二机场公司。
2008年4月12日，基江机场更名为拉贾·哈吉·斐萨比里拉国际机场。8,300平方米的新航站楼和一座登机廊桥在2013年6月揭牌使用，使得机场拥有每年1,000,000人次的客流容量，这是旧航站楼客流能力的十倍有余。
丹戎槟榔机场原有飞往马来西亚马六甲的航班，由印尼天空航空执飞，但是该航线在2013年中期随着天空航空的结业而停飞。此后，拉贾·哈吉·斐萨比里拉国际机场没有再开通过定期国际航线。2016年12月17日，连城航空曾开通丹戎槟榔直飞中国武汉的航班，该航线现已停飞。

## 航空公司和目的地
| 航空公司           | 目的地           |
| ------------------ | ---------------- |
| 连城航空           | 包机：贵阳       |
| 嘉鲁达印尼航空公司 | 雅加达-苏哈      |
| 狮子航空           | 雅加达-苏哈      |
| 三佛齐航空         | 雅加达-苏哈      |
| 苏西航空           | 新及岛、哲马贾岛 |
| 飞翼航空           | 巴淡岛、北干巴鲁 |
| 快速航空           | 马塔克岛、纳土纳 |